# Ekdom in de Morgen
Ekdom in de Morgen is een Nederlands radioprogramma op Radio Veronica. Het programma werd van 27 augustus 2018 tot en met 31 mei 2024 nog uitgezonden op Radio 10, van maandag tot en met vrijdag van 06.00 tot 10.00 uur. Met ingang van 2 september 2024 is het programma tussen 06.00 en 09.00 uur te horen op Radio Veronica.

## Geschiedenis

### Radio 10 (2018–2024)
Gerard Ekdom presenteerde tot 29 juni 2018 het ochtendprogramma Ekdom in de Ochtend op NPO Radio 2 namens BNNVARA. In 2018 kwam hij een meerjarig contract overeen met Talpa Network om voor Radio 10 een ochtendprogramma te maken. Hier volgde hij Lex Gaarthuis op, terwijl Ekdom werd opgevolgd door Jan-Willem Roodbeen en Jeroen Kijk in de Vegte. Ekdom was in de periode van 27 augustus 2018 tot en met 31 mei 2024 iedere maandag tot en met vrijdag tussen 06.00 en 10.00 uur te horen op de zender.

### Radio Veronica (2024–)
Bij Radio veronica zocht men al sinds juni 2023 naar een nieuw ochtendprogramma na het vetrek van Tim Klijn, Niels van Baarlen en Rick Romijn naar Radio 538. In eerste instantie werd Rick van Velthuysen aangetrokken, maar dit beviel niet en hij verhuisde na enkele maanden naar het weekend. Daarna namen Frank van der Lende (september-december 2023), Martijn Muijs (januari-mei 2024) en Niek van der Bruggen (juni-augustus 2024) de ochtenduren tijdelijk waar.
In het voorjaar van 2024 werd de overstap van Ekdom naar Radio Veronica aangekondigd. Hij maakte samen met Wouter van der Goes en Frank van 't Hof, die het middagprogramma gingen presenteren, onderdeel uit van een vernieuwde programmering bij de zender van Mediahuis. Hier is sinds 2 september 2024 Ekdom in de Morgen te horen van maandag tot en met vrijdag van 06.00 tot 09.00 uur. Per 2 december 2024 kwam er een uur bij, Rondje van de Zaak, waarin bedrijven de afspeellijst mogen samenstellen. Hierdoor is Ekdom dus van 06.00 tot 10.00 uur te horen. Marisa Heutink leverde hier een uur voor in.

## Medewerkers

### Sidekicks
- Evelien de Bruijn: 2022–2023.

### Nieuwslezers
- Lot Lewin: 2018–2019, tot aan haar zwangerschapsverlof in maart 2019.
- Evelien de Bruijn: 2019–2022, viel aanvankelijk in, maar nam na de zomervakantie 2019 de positie definitief over. In februari stopte ze als nieuwslezer en werd ze volledig sidekick. In november 2023 nam ze een sabbatical van een half jaar, maar ze keerde niet terug omdat het programma in de tussentijd stopte. De Bruijn ging niet met Ekdom mee naar Radio Veronica, maar ging aan de slag bij NPO Radio 2.[1][2][3][4]
- Henk Blok: 2022–2023. Ging vervolgens aan de slag als nieuwslezer bij Evers & Co op Radio 538.
- Marijke Ketel: 2024–heden. Startte reeds op Radio 10 en maakte met Ekdom de overstap.

### Producers
- Tamara Toussain
- Max Schuiling: 2024–heden.

### Bijdrages
- Frank Evenblij: 2024–heden. Bespreekt op maandagochtend rond 08:45 uur het afgelopen sportweekend.

## Jingles
- Bij Ekdom in de Morgen waren ook vaste jingles te horen.

| Uitvoerder (muziekschrijver) | Titel            | Gebruikt in/bij                      |
| ---------------------------- | ---------------- | ------------------------------------ |
| Max Greger                   | Tanz der Stunden | Goedemorgen, ja een hele goedemorgen |
| Bert Kaempfert               | Happy Trumpeter  |                                      |
| Jackie Wilson                | Reet petite      | Categorietpetiet                     |